# Вельшбілліг
Вельшбілліг (нім. Welschbillig) — громада в Німеччині, розташована в землі Рейнланд-Пфальц. Входить до складу району Трір-Саарбург. Складова частина об'єднання громад Трір-Ланд.
Площа — 37,08 км2. Населення становить 2578 ос. (станом на 31 грудня 2020).

## Галерея

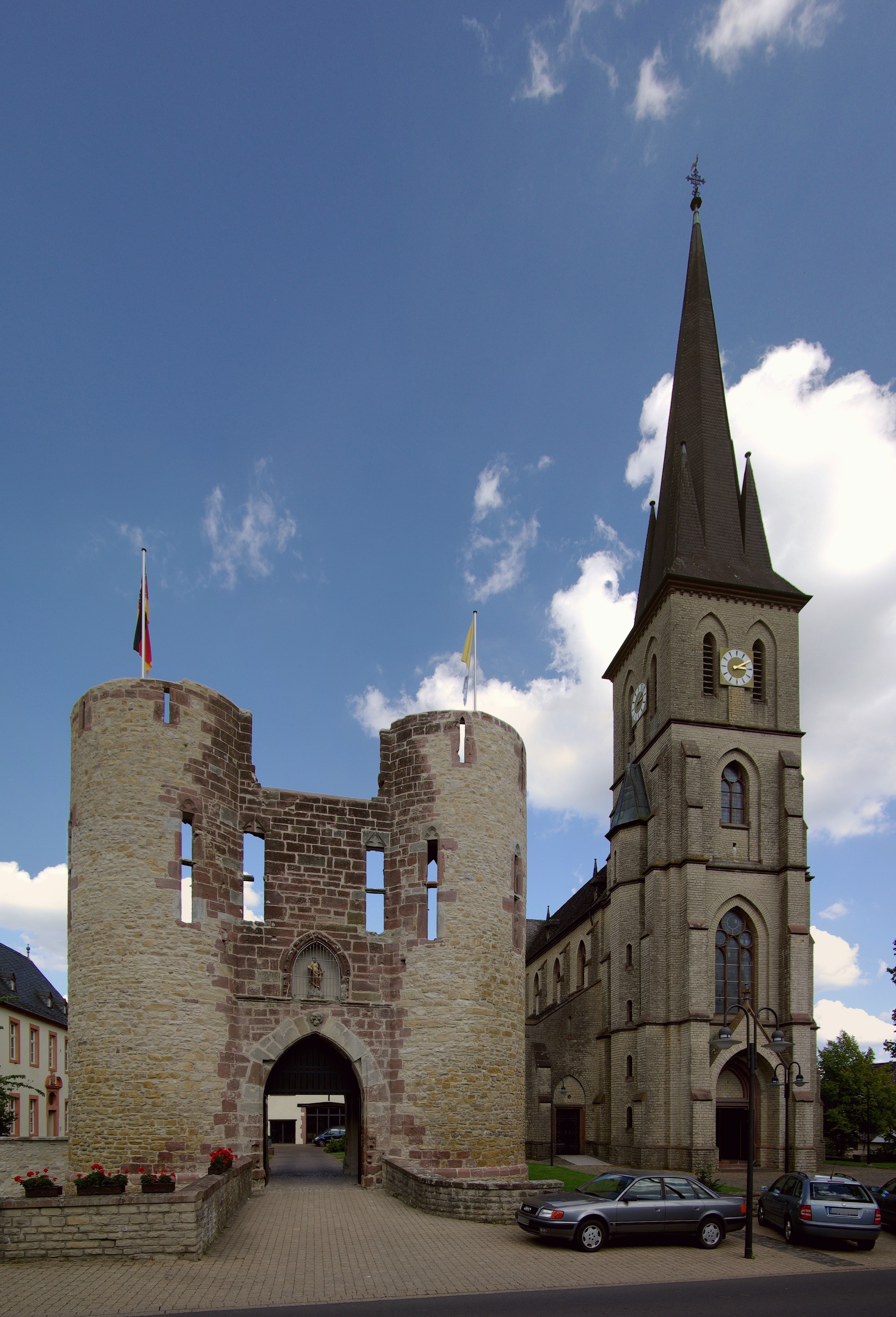